# Buttes de Rosne
Les buttes de Rosne ou buttes de Rône sont situées dans le Vexin, à la limite des départements du Val-d'Oise et de l'Oise. Avec 216 mètres d'altitude, elles constituent le point culminant du département du Val-d'Oise et le plus haut point naturel de la région Île-de-France.

## Géographie
Elles sont constituées d'une butte-témoin en forme d'équerre d'environ quatre kilomètres de longueur. Ce sont les buttes les plus élevées du plateau du Vexin, orientées nord-ouest/sud-est comme toutes les buttes du Val-d'Oise. Elles témoignent de la très ancienne présence de la mer à l'époque du Stampien (-30 millions d'années) et de l'érosion qui les a mises en évidence.
Avec ses 216 mètres, le sommet du massif est le point culminant naturel de la région Île-de-France. La colline d'Élancourt, située entre Élancourt et Trappes, culmine à 231 mètres mais est entièrement artificielle, uniquement constituée de remblais.
L'argile à meulière a été exploitée à certains endroits.
Les buttes sont situées sur le territoire des communes d'Haravilliers, Le Heaulme et Neuilly-en-Vexin dans le département du Val-d'Oise ; Chavençon, Hénonville et Neuville-Bosc dans le département de l'Oise.

## Patrimoine naturel
La butte de Rosne est en ZNIEFF pour une superficie de quelque 407 ha. Elle ne s'applique qu'au Val-d'Oise (Haravilliers, Berville, Le Heaulme et Neuilly-en-Vexin).